# Nagrada za životno djelo Društva književnika Vojvodine
Nagrada za životno djelo Društva književnika Vojvodine je prestižna književna nagrada koja se dodjeljuje od 1980. godine.
Odluku o dodjeli nagrade donosi žiri. 21. travnja 2004. godine se donijelo odluku da se nagrada za životno djelo dodjeljuje svake neparne godine i to članovima DKV starijim od 60 godina.

## Dobitnici
- 1980. Boško Petrović
- 1981. János Herceg
- 1982. Mihajlo Kovač
- 1983. Mladen Leskovac
- 1984. Paljo Bohuš
- 1985. Aleksandar Tišma
- 1986. Sreten Marić
- 1987. Istvan Szeli
- 1988. Radu Flora
- 1989. Dragiša Živković
- 1990. Károly Ács
- 1991. Pavle Popović
- 1992. Florika Štefan
- 1993. Gojko Janjušević
- 1994. József Papp
- 1995. Miroslav Egerić
- 1996. Milan Tuturov
- 1997. Judita Šalgo
- 1998. Imre Bori
- 1999. Magda Simin
- 2000. Laslo Blašković
- 2001. Đura Papharhaji
- 2002. Svetozar Koljević
- 2003. Draško Redžep